# Льявадор, Карлос
Карлос Льявадор Фернандес (исп. Carlos Llavador Fernández, род. 26 апреля 1992, Мадрид) — испанский фехтовальщик-рапирист, бронзовый призёр чемпионата мира 2018 года, двукратный бронзовый призёр чемпионатов Европы 2015 и 2025 гордов, серебряный призёр Средиземноморских игр 2022 года. Участник летних Олимпийских игр 2020 и 2024 годов.

## Биография
В 2015 году на чемпионате Европы в Швейцарии в индивидуальных соревнованиях завоевал бронзовую медаль. В 2018 году на чемпионате мира в Уси также стал бронзовым призёром в индивидуальных соревнованиях рапиристов.
В 2020 году принял участие в летних олимпийских играх в Токио. В 1/16 финала уступил чешскому рапиристу Александру Шупеничу.
В 2022 году на Средиземноморских играх в Оране вышел в финал индивидуальных соревнований рапиристов, где уступил сербу Велько Чуку и стал серебряным призёром.
В июле 2024 года выступил на летних Олимпийских играх в Париже, в индивидуальных соревнованиях рапиристов в 1/8 финала уступил египтянину Мохамеду Хамзе (15:12).
На чемпионате Европы 2025 года в Генуе в индивидуальных соревнованиях рапиристов завоевал бронзовую медаль.